# Johann Jakob Röttinger

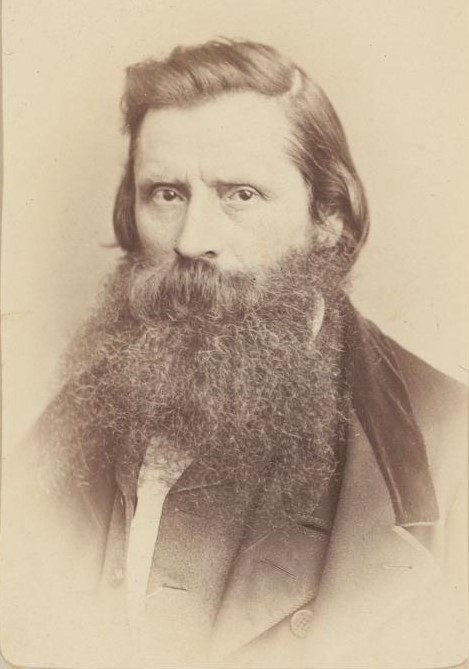
Johann Jakob Röttinger

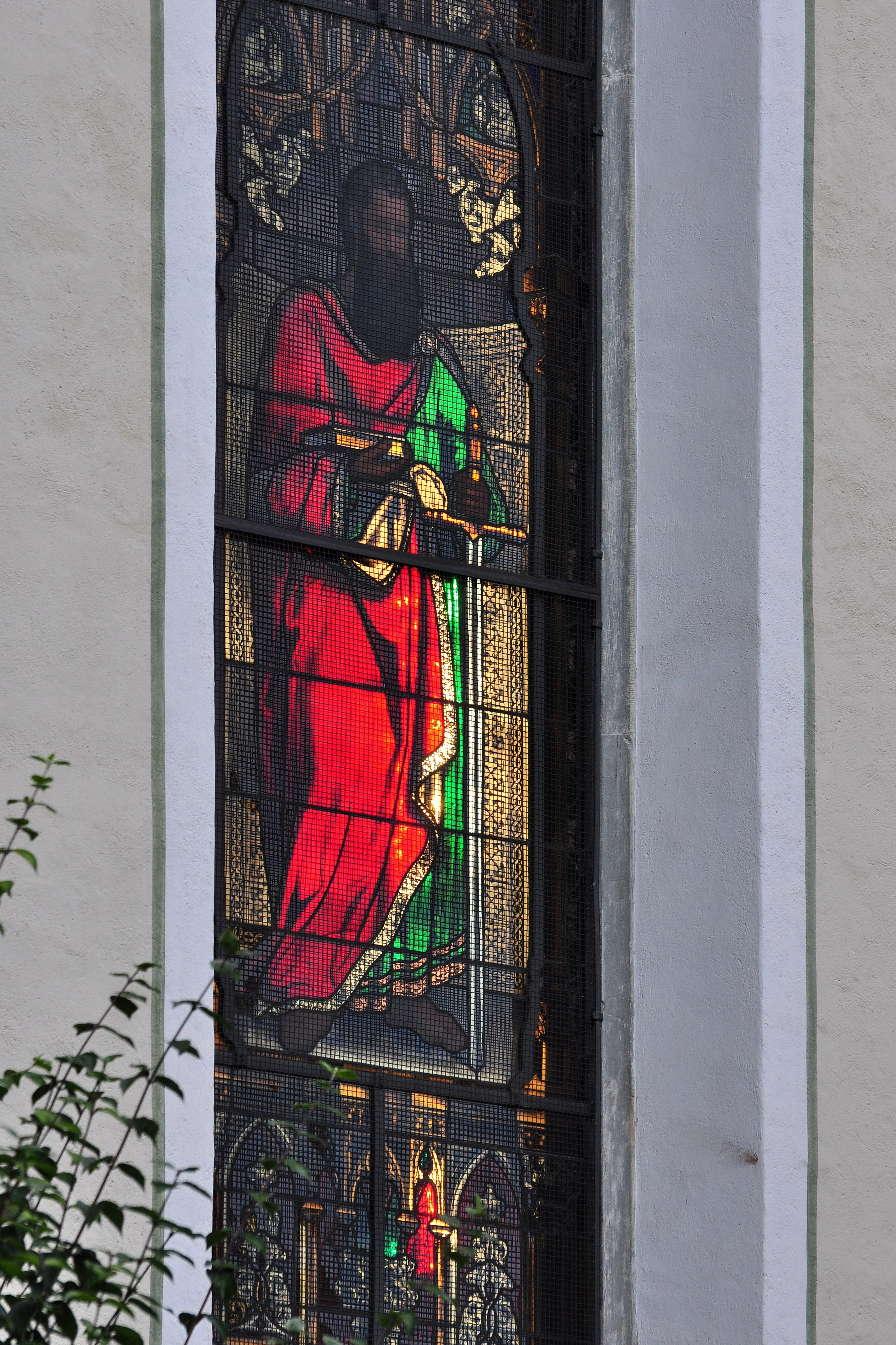
Paulusfenster in Wädenswil, 1862

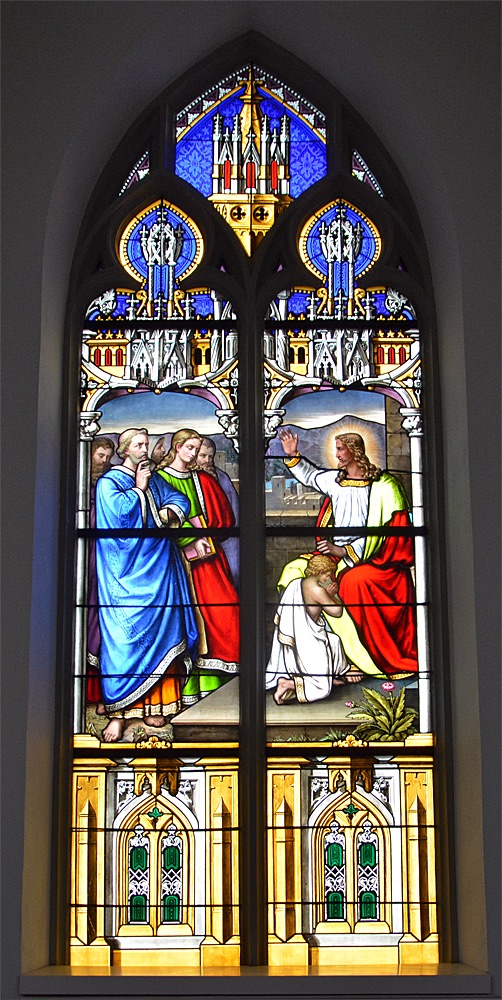
Glasfenster von 1867 in der reformierten Kirche in Baar ZG

Johann Jakob Röttinger (* 24. März 1817 in Nürnberg; † 29. Januar 1877 in Zürich) war ein Schweizer Glasmaler, der sich 1848 in Zürich mit der Eröffnung einer eigenen Werkstatt etablierte.

## Leben und Werk
Johann Jakob Röttinger stammte aus einer Nürnberger Handwerkerfamilie, die sich dem Beruf der Nadler verschrieben hatte. Ab 1830 besuchte er die damals unter der Leitung des Kupferstechers Albert Reindel (1784–1853) stehende Königliche Kunstgewerbeschule in Nürnberg. Der junge Künstler absolvierte eine Lehre als Glasmaler beim bekannten Glas- und Porzellanmaler Franz Joseph Sauterleute (1793–1843) aus Weingarten. Die Lehrjahre ermöglichten ihm die Mitarbeit an renommierten Projekten, insbesondere der Wappenscheiben für die Gruftkapelle Thurn und Taxis in Regensburg und im württembergischen Schloss Lichtenstein. 
1844 verlegte Röttinger seinen Wohn- und Arbeitsort nach Zürich, um beruflich beim ebenfalls aus Nürnberg stammenden Glasmaler Johann Andreas Hirnschrot (1799–1845) einzusteigen. Nach dessen frühem Tod ergab sich die Gelegenheit die Zürcher Werkstatt zu übernehmen und sich 1848 als selbstständiger Glasmaler zu etablieren. Seine Geschäftstüchtigkeit und professionelle Arbeitsweise, die gute Vernetzung mit Zürcher Wissenschaftlern, wie Johann Rudolf Rahn, Ferdinand Keller und nicht zuletzt die Unterstützung seiner aus Ossingen ZH stammenden Ehefrau Verena Fehr verhalfen dem Einwanderer zum Erfolg. 
Röttinger erhielt grosse Aufträge in Stadtkirchen – dem Zürcher Grossmünster (nach Entwürfen von Georg Konrad Kellner), dem Basler Münster, der St. Galler St. Laurenzenkirche, der Stadtkirche Glarus, der reformierten Stadtkirche Solothurn – und in zahlreichen Landkirchen – Unterägeri ZG, Leuggern AG, Kirchdorf AG, Wädenswil ZH, Bünzen AG, Nottwil LU, Glis VS, San Gian (Celerina) u. v. a. 
Die von Röttinger geschaffenen Wappenzyklen im Rathaus zu Rapperswil SG, in der Friedhofskapelle Stand NW sowie für die ehemalige Friedhofskapelle in Schwyz zeugen von der Wiederaufnahme der traditionellen schweizerischen Sitte, der Stiftung von Wappenscheiben. Das zeichnerische Inventar von mittelalterlichen Glasmalereien in ehemaligen Schweizer Klosterkirchen, Königsfelden AG und Kappel am Albis ZH, der Klosterkirche Hauterive FR und der Kirche Frauenfeld Oberkirch weist den Glasmaler als frühen Denkmalpfleger und Restaurator aus.
Die Ausbildung zahlreicher junger Glasmaler aus der Schweiz und aus Deutschland, die später teilweise eigene Ateliers eröffneten, Geschäftsverbindungen in die deutsche und französische Schweiz, ins Elsass und zum Einkauf von Glas bis nach Paris und nach Polen sowie der Einbau aus England gelieferter Scheiben für eine anglikanische Kirche im Wallis lassen die Werkstatt unter Johann Jakob Röttinger als Kristallisationspunkt des Kulturtransfers und als Wiege einer ganzen Glasmalergeneration erscheinen.
Röttingers Glasmalerei war dem Zeitgeist entsprechend dem Historismus und der spätnazarenischen Malerei verpflichtet. Die häufig plakative Wirkung seiner Werke wird durch starke Farbkontraste unterstrichen, letzteres wohl ein Erbe der Nürnberger Ausbildung. Weitere Anregungen holte er sich in der Mariahilfkirche in München, einem Aushängeschild der damaligen Glasmalerei im süddeutschen Raum.
Johann Jakob Röttinger starb 1877 mitten im Arbeitsleben stehend und hinterliess sieben Kinder; die jüngsten beiden und männlichen Nachkommen waren damals noch schulpflichtig. Trotz des vorübergehend notwendig gewordenen Verkaufs der Firma konzentrierte sich die Witwe zielgerichtet auf die Zukunft, nämlich die Ausbildung ihrer Kinder und den Erhalt der Liegenschaft. Dies ermöglichte 1887 – im Todesjahr Verena Röttingers – die Wiedereröffnung des Ateliers durch seine Söhne Jakob Georg Röttinger (1862–1913) und Heinrich Röttinger (1866–1948).
Der Nachlass des Glasmalerateliers Röttinger wird seit 2008 in der Zentralbibliothek Zürich verwahrt.